# Теория Линдхарда
Теория Линдхард — метод расчета эффекта экранировки электрического поля электронами в твердом теле. Он базируется на квантовой механике (первый порядок теории возмущений) в пpиближении случайных фаз.
Экранирование в модели Томаса — Ферми получается как частный случай более общей формулы Линдхарда. В частности, экранирование Томаса — Ферми это не что иное как длинноволновое приближение, а именно когда волновой вектор (величина, обратная характерной длины) намного меньше, чем феpмиевский волновой вектор.
В этой статье используется система единиц СГС.

## Формула
Для продольной диэлектрической функции формула Линдхарда задаётся выражением
| {\displaystyle \epsilon (q,\omega )=1-V_{q}\sum _{k}{\frac {f_{k-q}-f_{k}}{\hbar (\omega +i\delta )+E_{k-q}-E_{k}}}.} |
Здесь {\displaystyle V_{q}} это {\displaystyle V_{eff}(q)-V_{ind}(q)} и {\displaystyle f_{k}} — функции распределения Ферми — Дирака (см. также статистика Ферми-Дирака) для электронов в термодинамическом равновесии.
Однако формула Линдхарда справедлива и для неравновесных функций распределения.

## Анализ формулы Линдхард
Чтобы понять формулу Линдхард, давайте рассмотрим несколько предельных случаев в 2 и 3 измерениях. 1-мерным случае считается другим способом.

### Трёхмерный случай

#### Длинноволновой предел
Во-первых, рассмотрим предельный длины волны ({\displaystyle q\to 0}).
Для знаменателя формулы Линдхард, мы получаем
{\displaystyle E_{k-q}-E_{k}={\frac {\hbar ^{2}}{2m}}(k^{2}-2{\vec {k}}\cdot {\vec {q}}+q^{2})-{\frac {\hbar ^{2}k^{2}}{2m}}\simeq -{\frac {\hbar ^{2}{\vec {k}}\cdot {\vec {q}}}{m}}},
и для числителя формулы Линдхарда, мы получаем
{\displaystyle f_{k-q}-f_{k}=f_{k}-{\vec {q}}\cdot \nabla _{k}f_{k}+\cdots -f_{k}\simeq -{\vec {q}}\cdot \nabla _{k}f_{k}}.
Подставляя эти выражение в формулу Линдхарда и, взяв предел, получаем
{\displaystyle {\begin{alignedat}{2}\epsilon (0,\omega _{0})&\simeq 1+V_{q}\sum _{k,i}{\frac {q_{i}{\frac {\partial f_{k}}{\partial k_{i}}}}{\hbar \omega _{0}-{\frac {\hbar ^{2}{\vec {k}}\cdot {\vec {q}}}{m}}}}\\&\simeq 1+{\frac {V_{q}}{\hbar \omega _{0}}}\sum _{k,i}{q_{i}{\frac {\partial f_{k}}{\partial k_{i}}}}(1+{\frac {\hbar {\vec {k}}\cdot {\vec {q}}}{m\omega _{0}}})\\&\simeq 1+{\frac {V_{q}}{\hbar \omega _{0}}}\sum _{k,i}{q_{i}{\frac {\partial f_{k}}{\partial k_{i}}}}{\frac {\hbar {\vec {k}}\cdot {\vec {q}}}{m\omega _{0}}}\\&=1-V_{q}{\frac {q^{2}}{m\omega _{0}^{2}}}\sum _{k}{f_{k}}\\&=1-V_{q}{\frac {q^{2}N}{m\omega _{0}^{2}}}\\&=1-{\frac {4\pi e^{2}}{\epsilon q^{2}L^{3}}}{\frac {q^{2}N}{m\omega _{0}^{2}}}\\&=1-{\frac {\omega _{pl}^{2}}{\omega _{0}^{2}}}\end{alignedat}}},
где мы использовали {\displaystyle E_{k}=\hbar \omega _{k}}, {\displaystyle V_{q}={\frac {4\pi e^{2}}{\epsilon q^{2}L^{3}}}} — фурье образ кулоновского потенциала, {\displaystyle \omega _{pl}^{2}={\frac {4\pi e^{2}N}{\epsilon L^{3}m}}}.
(В единицах СИ, замените фактор {\displaystyle 4\pi } на {\displaystyle 1/\epsilon _{0}}.)
Этот результат совпадает с классической диэлектрической функцией.

#### Статический предел
Во-вторых, рассмотрим статический предел ({\displaystyle \omega +i\delta \to 0}). Формула Линдхарда принимает вид
{\displaystyle \epsilon (q,0)=1-V_{q}\sum _{k}{\frac {f_{k-q}-f_{k}}{E_{k-q}-E_{k}}}}.
Вводя выше равенств для знаменателя и числителя, получаем
{\displaystyle \epsilon (q,0)=1-V_{q}\sum _{k,i}{\frac {-q_{i}{\frac {\partial f}{\partial k_{i}}}}{-{\frac {\hbar ^{2}{\vec {k}}\cdot {\vec {q}}}{m}}}}=1-V_{q}\sum _{k,i}{\frac {q_{i}{\frac {\partial f}{\partial k_{i}}}}{\frac {\hbar ^{2}{\vec {k}}\cdot {\vec {q}}}{m}}}}.
При условии равновесного распределения Ферми-Дирака, мы получаем
{\displaystyle \sum _{i}{q_{i}{\frac {\partial f_{k}}{\partial k_{i}}}}=-\sum _{i}{q_{i}{\frac {\partial f_{k}}{\partial \mu }}{\frac {\partial \epsilon _{k}}{\partial k_{i}}}}=-\sum _{i}{q_{i}k_{i}{\frac {\hbar ^{2}}{m}}{\frac {\partial f_{k}}{\partial \mu }}}}
здесь мы использовали {\displaystyle \epsilon _{k}={\frac {\hbar ^{2}k^{2}}{2m}}} и {\displaystyle {\frac {\partial \epsilon _{k}}{\partial k_{i}}}={\frac {\hbar ^{2}k_{i}}{m}}}.
Поэтому
{\displaystyle {\begin{alignedat}{2}\epsilon (q,0)&=1+V_{q}\sum _{k,i}{\frac {q_{i}k_{i}{\frac {\hbar ^{2}}{m}}{\frac {\partial f_{k}}{\partial \mu }}}{\frac {\hbar ^{2}{\vec {k}}\cdot {\vec {q}}}{m}}}=1+V_{q}\sum _{k}{\frac {\partial f_{k}}{\partial \mu }}=1+{\frac {4\pi e^{2}}{\epsilon q^{2}}}{\frac {\partial }{\partial \mu }}{\frac {1}{L^{3}}}\sum _{k}{f_{k}}\\&=1+{\frac {4\pi e^{2}}{\epsilon q^{2}}}{\frac {\partial }{\partial \mu }}{\frac {N}{L^{3}}}=1+{\frac {4\pi e^{2}}{\epsilon q^{2}}}{\frac {\partial n}{\partial \mu }}\equiv 1+{\frac {\kappa ^{2}}{q^{2}}}.\end{alignedat}}}
Здесь {\displaystyle \kappa } это трёхмерный волновой вектор отвечающий за экранирование определяемый как
{\displaystyle \kappa ={\sqrt {{\frac {4\pi e^{2}}{\epsilon }}{\frac {\partial n}{\partial \mu }}}}}.
Тогда, трёхмерный статический потенциал экранирования кулоновского потенциала задаётся формулой
{\displaystyle V_{s}(q,\omega =0)\equiv {\frac {V_{q}}{\epsilon (q,\omega =0)}}={\frac {\frac {4\pi e^{2}}{\epsilon q^{2}L^{3}}}{\frac {q^{2}+\kappa ^{2}}{q^{2}}}}={\frac {4\pi e^{2}}{\epsilon L^{3}}}{\frac {1}{q^{2}+\kappa ^{2}}}}.
Преобразование Фурье-этой функции дает
{\displaystyle V_{s}(r)=\sum _{q}{{\frac {4\pi e^{2}}{\epsilon L^{3}(q^{2}+\kappa ^{2})}}e^{i{\vec {q}}\cdot {\vec {r}}}}={\frac {e^{2}}{\epsilon r}}e^{-\kappa r}}
известный как потенциал Юкавы. Обратите внимание, что в этом Фурье-преобразовании, которое представляет собой сумму по всем {\displaystyle {\vec {q}}} мы использовали выражение для маленьких {\displaystyle |{\vec {q}}|} для каждого значения {\displaystyle {\vec {q}}} что неправильно.

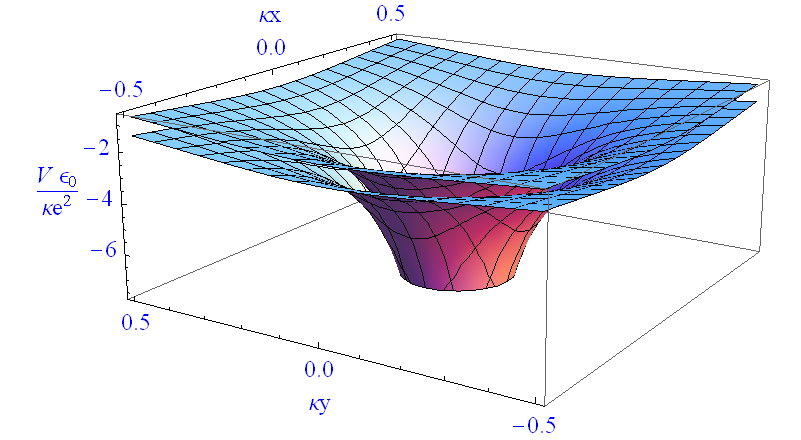
Статически экранированный потенциал(верхняя криволинейная поверхность) и потенциал кулона(нижняя криволинейная поверхность) в трех измерениях

Для вырожденного газа(Т=0), энергия Ферми определяется
{\displaystyle E_{f}={\frac {\hbar ^{2}}{2m}}(3\pi ^{2}n)^{\frac {2}{3}}},
так что плотность
{\displaystyle n={\frac {1}{3\pi ^{2}}}\left({\frac {2m}{\hbar ^{2}}}E_{f}\right)^{\frac {3}{2}}}.
При T=0, {\displaystyle E_{f}\equiv \mu } таким образом {\displaystyle {\frac {\partial n}{\partial \mu }}={\frac {3}{2}}{\frac {n}{E_{f}}}}.
Подставляя это в выражение для 3D экранированного волнового вектора
| {\displaystyle \kappa ={\sqrt {{\frac {4\pi e^{2}}{\epsilon }}{\frac {\partial n}{\partial \mu }}}}={\sqrt {\frac {6\pi e^{2}n}{\epsilon E_{f}}}}}. |
Это выражение соответствует формуле для волнового вектора экранировки Томаса-Ферми.
Для справки, экранировка Дебая-Хюккеля, которая описывает невырожденный предельный случай приводит к результату
{\displaystyle \kappa ={\sqrt {\frac {4\pi e^{2}n\beta }{\epsilon }}}}.

### Двухмерный случай

#### Длинноволновой предел
Во-первых, найдём длинноволновой предел ({\displaystyle q\to 0}).
Для знаменателя формулы Линдхард,
{\displaystyle E_{k-q}-E_{k}={\frac {\hbar ^{2}}{2m}}(k^{2}-2{\vec {k}}\cdot {\vec {q}}+q^{2})-{\frac {\hbar ^{2}k^{2}}{2m}}\simeq -{\frac {\hbar ^{2}{\vec {k}}\cdot {\vec {q}}}{m}}},
и для числителя,
{\displaystyle f_{k-q}-f_{k}=f_{k}-{\vec {q}}\cdot \nabla _{k}f_{k}+\cdots -f_{k}\simeq -{\vec {q}}\cdot \nabla _{k}f_{k}}.
Подставляя их в формулу Линдхард и приняв предел мы получаем
{\displaystyle {\begin{alignedat}{2}\epsilon (0,\omega )&\simeq 1+V_{q}\sum _{k,i}{\frac {q_{i}{\frac {\partial f_{k}}{\partial k_{i}}}}{\hbar \omega _{0}-{\frac {\hbar ^{2}{\vec {k}}\cdot {\vec {q}}}{m}}}}\\&\simeq 1+{\frac {V_{q}}{\hbar \omega _{0}}}\sum _{k,i}{q_{i}{\frac {\partial f_{k}}{\partial k_{i}}}}(1+{\frac {\hbar {\vec {k}}\cdot {\vec {q}}}{m\omega _{0}}})\\&\simeq 1+{\frac {V_{q}}{\hbar \omega _{0}}}\sum _{k,i}{q_{i}{\frac {\partial f_{k}}{\partial k_{i}}}}{\frac {\hbar {\vec {k}}\cdot {\vec {q}}}{m\omega _{0}}}\\&=1+{\frac {V_{q}}{\hbar \omega _{0}}}2\int d^{2}k({\frac {L}{2\pi }})^{2}\sum _{i,j}{q_{i}{\frac {\partial f_{k}}{\partial k_{i}}}}{\frac {\hbar k_{j}q_{j}}{m\omega _{0}}}\\&=1+{\frac {V_{q}L^{2}}{m\omega _{0}^{2}}}2\int {\frac {d^{2}k}{(2\pi )^{2}}}\sum _{i,j}{q_{i}q_{j}k_{j}{\frac {\partial f_{k}}{\partial k_{i}}}}\\&=1+{\frac {V_{q}L^{2}}{m\omega _{0}^{2}}}\sum _{i,j}{q_{i}q_{j}2\int {\frac {d^{2}k}{(2\pi )^{2}}}k_{j}{\frac {\partial f_{k}}{\partial k_{i}}}}\\&=1-{\frac {V_{q}L^{2}}{m\omega _{0}^{2}}}\sum _{i,j}{q_{i}q_{j}2\int {\frac {d^{2}k}{(2\pi )^{2}}}k_{k}{\frac {\partial f_{j}}{\partial k_{i}}}}\\&=1-{\frac {V_{q}L^{2}}{m\omega _{0}^{2}}}\sum _{i,j}{q_{i}q_{j}n\delta _{ij}}\\&=1-{\frac {2\pi e^{2}}{\epsilon qL^{2}}}{\frac {L^{2}}{m\omega _{0}^{2}}}q^{2}n\\&=1-{\frac {\omega _{pl}^{2}(q)}{\omega _{0}^{2}}},\end{alignedat}}}
где мы использовали {\displaystyle E_{k}=\hbar \epsilon _{k}}, {\displaystyle V_{q}={\frac {2\pi e^{2}}{\epsilon qL^{2}}}} и {\displaystyle \omega _{pl}^{2}(q)={\frac {2\pi e^{2}nq}{\epsilon m}}}.

#### Статический предел
Во-вторых, рассмотрим статический предел ({\displaystyle \omega +i\delta \to 0}). Формула Линдхарда запишется в виде
{\displaystyle \epsilon (q,0)=1-V_{q}\sum _{k}{\frac {f_{k-q}-f_{k}}{E_{k-q}-E_{k}}}}.
Подставим теперь найденные выше выражения для знаменателя и числителя, получаем
{\displaystyle \epsilon (q,0)=1-V_{q}\sum _{k,i}{\frac {-q_{i}{\frac {\partial f}{\partial k_{i}}}}{-{\frac {\hbar ^{2}{\vec {k}}\cdot {\vec {q}}}{m}}}}=1-V_{q}\sum _{k,i}{\frac {q_{i}{\frac {\partial f}{\partial k_{i}}}}{\frac {\hbar ^{2}{\vec {k}}\cdot {\vec {q}}}{m}}}}.
При условии равновесной функции распределения Ферми-Дирака, мы получаем
{\displaystyle \sum _{i}{q_{i}{\frac {\partial f_{k}}{\partial k_{i}}}}=-\sum _{i}{q_{i}{\frac {\partial f_{k}}{\partial \mu }}{\frac {\partial \epsilon _{k}}{\partial k_{i}}}}=-\sum _{i}{q_{i}k_{i}{\frac {\hbar ^{2}}{m}}{\frac {\partial f_{k}}{\partial \mu }}}}
здесь мы использовали {\displaystyle \epsilon _{k}={\frac {\hbar ^{2}k^{2}}{2m}}} и {\displaystyle {\frac {\partial \epsilon _{k}}{\partial k_{i}}}={\frac {\hbar ^{2}k_{i}}{m}}}.
Поэтому
{\displaystyle {\begin{alignedat}{2}\epsilon (q,0)&=1+V_{q}\sum _{k,i}{\frac {q_{i}k_{i}{\frac {\hbar ^{2}}{m}}{\frac {\partial f_{k}}{\partial \mu }}}{\frac {\hbar ^{2}{\vec {k}}\cdot {\vec {q}}}{m}}}=1+V_{q}\sum _{k}{\frac {\partial f_{k}}{\partial \mu }}=1+{\frac {2\pi e^{2}}{\epsilon qL^{2}}}{\frac {\partial }{\partial \mu }}\sum _{k}{f_{k}}\\&=1+{\frac {2\pi e^{2}}{\epsilon q}}{\frac {\partial }{\partial \mu }}{\frac {N}{L^{2}}}=1+{\frac {2\pi e^{2}}{\epsilon q}}{\frac {\partial n}{\partial \mu }}\equiv 1+{\frac {\kappa }{q}}.\end{alignedat}}}
{\displaystyle \kappa } — это двумерный волновой вектор для экранирования (2D обратная длина экранирования) определяется как
{\displaystyle \kappa ={\frac {2\pi e^{2}}{\epsilon }}{\frac {\partial n}{\partial \mu }}}.
Тогда, в 2D статически экранированный Кулоновского потенциал дается
{\displaystyle V_{s}(q,\omega =0)\equiv {\frac {V_{q}}{\epsilon (q,\omega =0)}}={\frac {2\pi e^{2}}{\epsilon qL^{2}}}{\frac {q}{q+\kappa }}={\frac {2\pi e^{2}}{\epsilon L^{2}}}{\frac {1}{q+\kappa }}}.
Известно, что химический потенциал 2-мерной Ферми-газа дается выражением
{\displaystyle \mu (n,T)={\frac {1}{\beta }}\ln {(e^{\hbar ^{2}\beta \pi n/m}-1)}},
и {\displaystyle {\frac {\partial \mu }{\partial n}}={\frac {\hbar ^{2}\pi }{m}}{\frac {1}{1-e^{-\hbar ^{2}\beta \pi n/m}}}}.
Так, в 2D волновой вектор экранирования
| {\displaystyle \kappa ={\frac {2\pi e^{2}}{\epsilon }}{\frac {\partial n}{\partial \mu }}={\frac {2\pi e^{2}}{\epsilon }}{\frac {m}{\hbar ^{2}\pi }}(1-e^{-\hbar ^{2}\beta \pi n/m})={\frac {2me^{2}}{\hbar ^{2}\epsilon }}f_{k=0}.} |
Обратите внимание, что этот результат не зависит от N.

### Одномерный случай
На этот раз, рассмотрим некоторый обобщенный случай для уменьшения размерности.
Чем ниже размерность, тем слабее экранирующий эффект.
В пространстве с низкой размерностью некоторые силовые линии проходят через материал барьера, где экранировка отсутствует.
Для 1-мерного случая, мы можем предположить, что экранировка влияет только на линии поля, которые располагаются очень близко к оси провода.

#### Эксперимент
В реальном эксперименте, мы должны также взять во внимание объемный эффект экранировки, даже если мы имеем дело со случаем 1D.
Д. Дэвис примененил теорию экранирования Томаса-Ферми для электронного газа ограниченного одномерным каналом и коаксиальным цилиндром.
Для K2Рt(СN)4Cl0.32·2.6 Н20, было установлено, что потенциал в области между нитью и цилиндром варьируется как
{\displaystyle e^{-k_{eff}r}/r} и его эффективная длина экранировки в 10 раз больше чем для металлической платины.

## Список литературы
- Haug, Hartmut. Quantum Theory of the Optical and Electronic Properties of Semiconductors (4th ed.) (англ.). — World Scientific Publishing Co. Pte. Ltd., 2004. — ISBN 981-238-609-2.
- Д. Дэвис Томаса-Ферми скрининг в одном измерении, физ. Откр. Б, 7(1), 129, (1973)